# Schweizer Futsalmeisterschaft 2017/18
Die 12. Schweizer Meisterschaft im Futsal begann am 16. September 2017 und endete am 24. März 2018.
Nach 2012 kehrte R.C.D Futsal in die SFPL zurück und nahm den Platz von Lugano Pro Futsal ein. Der Aufsteiger belegte den dritten Platz in der regulären Saison, setzte sich im Halbfinale gegen den amtierenden Meister Futsal Minerva durch und gewann auch das Finale gegen FC Silva. Besonders bitter für Silva, zum zweiten Mal in Serie wurde der erste Platz in der regulären Saison gesichert, jedoch das Finale verloren.
Einen neuen Torrekord erzielte der Brasilianer Mauricio Cia vom Meister R.C.D Futsal. In 18 Spielen erzielte er 51 Tore und wurde damit Torschützenkönig. Tiago Jose Oliveira vom FC Silva beendete die Saison mit seinen 41 Toren auf dem zweiten Platz.

## Swiss Futsal Premier League – 2017/18
Die ersten vier Teams qualifizierten sich für die Playoffs, während der Letztplatzierte in die NLA abstieg. Eine Änderung gab es im Playoff-Modus. Das Halbfinale und das Finale fanden neu im Best-of-Three Modus statt.

### Qualifikation Swiss Futsal Premier League
|     | Verein                       | R  | S  | U | N  | Tore   | Diff. | Punkte |
| --- | ---------------------------- | -- | -- | - | -- | ------ | ----- | ------ |
| 1.  | FC Silva                     | 18 | 16 | 0 | 2  | 130:46 | +84   | 48     |
| 2.  | Futsal Minerva (M)           | 18 | 13 | 3 | 2  | 130:52 | +78   | 42     |
| 3.  | R.C.D Futsal (A)             | 18 | 12 | 3 | 3  | 129:79 | +50   | 39     |
| 4.  | Futsal Maniacs               | 18 | 9  | 5 | 4  | 99:69  | +30   | 32     |
| 5.  | Futsal Löwen Zürich          | 18 | 10 | 1 | 7  | 96:89  | +7    | 31     |
| 6.  | Futsal Team Fribourg Old Fox | 18 | 6  | 2 | 10 | 68:89  | −21   | 20     |
| 7.  | Mobulu Futsal Uni Bern       | 18 | 5  | 2 | 11 | 61:86  | −25   | 17     |
| 8.  | Uni Futsal Team Bulle        | 18 | 4  | 1 | 13 | 78:113 | −35   | 13     |
| 9.  | MNK Croatia 97               | 18 | 3  | 2 | 13 | 78:150 | −72   | 11     |
| 10. | Benfica Rorschach            | 18 | 2  | 1 | 15 | 40:136 | −96   | 7      |

| Legende | Legende    |
| ------- | ---------- |
|         | Halbfinals |
|         | Abstieg    |
| (M)     | Meister    |
| (A)     | Aufsteiger |

|     | Team                         | Silva | Minerva | RCD  | Maniacs | Löwen | Old Fox | Mobulu | Bulle | Croatia | Benfica |
| --- | ---------------------------- | ----- | ------- | ---- | ------- | ----- | ------- | ------ | ----- | ------- | ------- |
| 1.  | FC Silva                     |       | 7:6     | 9:3  | 8:3     | 5:1   | 5:3     | 8:2    | 4:2   | 16:2    | 11:3    |
| 2.  | Futsal Minerva (M)           | 4:0   |         | 3:3  | 7:2     | 5:2   | 10:3    | 6:1    | 6:2   | 17:3    | 7:4     |
| 3.  | R.C.D Futsal (A)             | 5:2   | 1:1     |      | 5:2     | 5:6   | 10:5    | 4:1    | 7:5   | 13:5    | 10:0    |
| 4.  | Futsal Maniacs               | 1:6   | 5:5     | 10:7 |         | 12:3  | 5:2     | 9:4    | 9:6   | 3:3     | 9:2     |
| 5.  | Futsal Löwen Zürich          | 3:7   | 8:3     | 7:9  | 2:2     |       | 5:3     | 4:1    | 5:4   | 5:4     | 13:4    |
| 6.  | Futsal Team Fribourg Old Fox | 2:7   | 0:11    | 3:10 | 2:2     | 5:6   |         | 4:2    | 5:2   | 6:3     | 11:0    |
| 7.  | Mobulu Futsal Uni Bern       | 1:8   | 0:9     | 6:6  | 3:3     | 4:3   | 0:3     |        | 4:6   | 4:0     | 8:2     |
| 8.  | Uni Futsal Team Bulle        | 3:10  | 3:9     | 5:6  | 1:6     | 7:9   | 2:2     | 7:5    |       | 9:8     | 8:4     |
| 9.  | MNK Croatia 97               | 2:11  | 6:17    | 8:12 | 1:8     | 8:6   | 3:7     | 2:9    | 9:5   |         | 2:2     |
| 10. | Benfica Rorschach            | 0:6   | 2:4     | 1:13 | 2:8     | 1:8   | 6:2     | 2:6    | 5:1   | 0:9     |         |

### Playoffs Swiss Futsal Premier League

#### Halbfinals 1. Runde
| Datum    | Zeit  | Heimteam           | Gastteam         | Resultat | Serie |
| -------- | ----- | ------------------ | ---------------- | -------- | ----- |
| 04.03.18 | 16:00 | FC Silva           | Futsal Maniacs   | 3:1      | 1-0   |
| 04.03.18 | 16:30 | Futsal Minerva (M) | R.C.D Futsal (A) | 3:5      | 0-1   |

#### Halbfinals 2. Runde
| Datum    | Zeit  | Heimteam         | Gastteam           | Resultat | Serie |
| -------- | ----- | ---------------- | ------------------ | -------- | ----- |
| 10.03.18 | 17:00 | Futsal Maniacs   | FC Silva           | 5:2      | 1-1   |
| 10.03.18 | 18:30 | R.C.D Futsal (A) | Futsal Minerva (M) | 5:6      | 1-1   |

#### Halbfinals 3. Runde
| Datum    | Zeit  | Heimteam           | Gastteam         | Resultat  | Serie |
| -------- | ----- | ------------------ | ---------------- | --------- | ----- |
| 11.03.18 | 16:00 | FC Silva           | Futsal Maniacs   | 5:3 n. P. | 2-1   |
| 11.03.18 | 16:30 | Futsal Minerva (M) | R.C.D Futsal (A) | 3:7       | 1-2   |

#### Final 1. Runde
| Datum    | Zeit  | Heimteam | Gastteam         | Resultat | Serie |
| -------- | ----- | -------- | ---------------- | -------- | ----- |
| 18.03.18 | 16:00 | FC Silva | R.C.D Futsal (A) | 4:5      | 0-1   |

#### Final 2. Runde
| Datum    | Zeit  | Heimteam         | Gastteam | Resultat | Serie |
| -------- | ----- | ---------------- | -------- | -------- | ----- |
| 24.03.18 | 19:30 | R.C.D Futsal (A) | FC Silva | 5:1      | 2-0   |